# Банк ъф Америка Стейдиъм
Стадион „Банк ъф Америка“ е многофункционален стадион със 74 867 места, разположен в Шарлът, Северна Каролина, САЩ. Това е домашният стадион[ неясно? ] и централата на „Каролина Пантърс“ от Националната футболна лига (НФЛ) и Шарлът ФК от Мейджър Лийг Сокър (МЛС). Стадионът е открит през 1996 г. като „Ериксон Стейдиъм“, като шведската телекомуникационна компания Ericsson първоначално е държала правата за името. През 2004 г. базираната в Шарлът компания за финансови услуги „Банк ъф Америка“ закупува правата за именуване по силата на 20 – 25-годишно споразумение за 140 милиона щатски долара. Бившият президент на Пантерите – Дани Морисън, го нарича „класически американски стадион“ заради дизайна му.
Стадионът домакинства мачове от Световното клубно първенство по футбол през 2025 г.